# Запрудский сельсовет (Могилёвская область)
Запрудский сельсовет (бел. Запрyдскі сельсавет; до 2013 года Леснянский сельсовет) — административная единица на территории Круглянского района Могилёвской области Белоруссии.

## История
22 января 2015 года из состава сельсовета исключены населённые пункты — деревни Большое Зубово, Дудаковичи, Лесные, Ореховка, Пасырево и включены в состав Круглянского сельсовета. Леснянский сельсовет переименован в Запрудский. 

## Состав
В ноябре 2013 года в состав сельсовета были включены часть территории и 6 населённых пунктов Комсеничского сельсовета. В 2015 году из состава сельсовета были исключены часть территории и 5 населенных пунктов с последующим включением в Круглянский сельсовет.
Запрудский сельсовет включает 19 населённых пунктов:
- Ахимковичи 1 — деревня.
- Ахимковичи 2 — деревня.
- Бразгучка — деревня.
- Буровщина — деревня.
- Дуброва — деревня.
- Ельковщина — деревня.
- Загорянки — деревня.
- Запрудье — агрогородок.
- Каменщина — деревня.
- Красногорье — деревня.
- Литовск — деревня.
- Мехово — деревня.
- Новая Ельковщина — деревня.
- Озёры — деревня.
- Петушки — деревня.
- Славянка — деревня.
- Слобода — деревня.
- Темные — деревня.
- Тубышки — деревня.

Упразднённые населённые пункты:
- Америка — деревня.